# Jechiel Izajasz Trunk
Jechiel Izajasz Trunk (jid. ‏יחיאל־ישעיה טרונק‎ Jechiel-Jeszaje Trunk; ur. 15 marca 1887 w Osmolinie, zm. 7 lipca 1961 w Nowym Jorku) – polski pisarz-eseista oraz etnograf pochodzenia żydowskiego, tworzący w języku jidysz; reprezentant twórców okresu międzywojennego, działający jako przedstawiciel trzeciego pokolenia historyków.

## Życiorys
Jechiel Izajasz Trunk, urodzony w 1887 roku w Osmolinie, wywodził się z zamożnej rabinackiej rodziny, której korzenie (ze strony ojca) sięgały przodków będących chasydami. Pradziadek pisarza, Szajele Kutner, pełnił funkcję cadyka, natomiast dziadek był rabinem Kutna.
Swoje dzieciństwo i młodość Trunk spędził w Łodzi. W czasie I wojny światowej przeniósł się wraz z żoną do Szwajcarii. Do 1923 roku był członkiem ówczesnego Bundu Socjalistycznego. 1925 rok wiąże się z przeniesieniem pisarza do Warszawy oraz objęciem przez niego stanowiska przewodniczącego tamtejszego żydowskiego Pen Clubu. Po inwazji niemieckiej na Polskę (w 1939 roku) razem z żoną uciekł do Wilna, gdzie pracował w YIVO. Wkrótce opuścił jednak Wilno i podróżując przez Związek Radziecki, Bliski Wschód oraz Japonię, ostatecznie dotarł do Stanów Zjednoczonych (w 1941 roku), gdzie zmarł w 1961 roku, w Nowym Jorku.

## Twórczość
Trunk, będąc pisarzem poruszającym się w sferze wielu gatunków takich jak: opowiadania, krytyka literacka, opowieści ludowe, eseje filozoficzne oraz historyczne, zajmował się również redagowaniem ważnej antologii opowiadań jidysz z poetą Aronem Cajtlinem.
Jego związek z literaturą rozpoczął się w 1905 roku, kiedy to pisał jeszcze po hebrajsku. Od 1908 roku, pod wpływem I. L. Pereca, zaczął tworzyć w języku jidysz. Zasłynął w 1909 roku za sprawą esejów na temat kabały, a także dzięki krytyce literackiej. W kolejnych latach dzieła swe opierał na przemyśleniach filozoficzno-egzystencjalnych, które zawarł między innymi w opowiadaniach Fun der natur (wydanych w 1914 roku). Opowiadania te stanowiły transpozycję utworów ludowych. Jednakże do najważniejszych prac zalicza się te, które poświęcone są krytyce, jak również dziejom literatury jidysz (Idealizm un naturalizm in der jidiszer literatur, 1927). Lata pięćdziesiąte to czas powrotu Trunka do twórczości związanej z żydowskim folklorem oraz publikacji serii jego opowiadań. Sztandarowym dziełem pisarza jest epos wydany w siedmiu tomach, który w szerokim kontekście obrazuje życie żydowskie w Polsce: Pojln, zichrojnes un bilder (1944–1953). Swoista rodzinna kronika rodziny Trunków, jaką jest Pojln, stanowi także epos polskich Żydów.

## Najważniejsze dzieła
- Antologje fun der jidiszer proze in Pojln: Cwiszn bejde welt-milchomes (1914–1939)
- Idealizm un naturalizm in der jidiszer literatur (1927)
- Josefus Flawjus fun Jeruszolaim un andere historisze noweln (1930)
- Baj nacht afn altn mark (1939)
- Tewje un Menachem-Mendl in jidiszn welt-gojrl (1944)
- Pojln: Zichrojnes un bilder (1944–1953)
- Chelmer chachomim (1951)
- Der frejlechster Jid in der welt (1953)[3]